# Esperes Ákos
Balogh Esperes Ákos (Kaposvár, 1975. június 27. –) magyar rádiós műsorvezető, irodalomkritikus.

## Életpályája
1993-ban reklámszövegíróként dolgozott a kaposvári Somogy Rádióban, ahol 1996-ig műsorvezetőként is alkalmazták. 1996-1998 között Siófokon, a 88.2 Balaton Rádió műsorvezetője volt.
1998-tól szerkesztői feladatokat látott el az akkor indult Esti Showder Fábry Sándorral című produkcióban. Ugyanabban az évben csatlakozott a Sláger Rádió csapatához, ahol 2003-ig műsorvezető és kreatív szövegíró volt. 2002-től távozásáig a délutáni primetime sávban dolgozott.
2001 júliusában Máté Krisztinával a Kapcsolat koncert házigazdája volt.
2003-ban elvállalta a Roxy Rádió reggeli műsorának, a Roxy Riadónak vezetését. Ezt követően a Rádió 1 hívására 2006-ban a Kukori című reggeli show társműsorvezetője lett.
2008-ban az ACG reklámügynökségnél copywriter, majd a Rádió Q-ban reklámokkal, kommunikációval foglalkozó elemző műsort vezetett.
2012 nyarától a Juventus Rádió (később Sláger FM) műsorvezetője. Kezdetben a kívánságműsort, majd 2013. július 8-tól a Helló Budapest, majd Helló Sláger néven ismert reggeli műsort moderálta. A könnyed hangvételű, infotainment stílusú ébresztő műsorban a magyar közélet jelentős személyiségei, színészek, zenészek vendégeskedtek (többek között Bodrogi Gyula, Csuja Imre, Markos György, Nádas György, Edda, Republic, Kovács “Kokó” István, Erdei “Madár” Zsolt, Hosszú Katinka, Kemény Dénes, Gundel Takács Gábor). 2016. május 23-án Facebook-profilján bejelentette távozását a Sláger FM-től.
Másnap bejelentették, hogy az akkor újrainduló budapesti Rádió 1 reggeli műsorát fogja vezetni. Innen december 2-án közös megegyezéssel távozott, miután műsora helyére a Reggeli Show került.

## Tanulmányok
A barcsi Dráva Völgye Középiskolában erdésztechnikusi képesítést szerzett, ám a szakmát nem kezdte el, mivel utolsó iskolai évében már rádiós munkát vállalt.
Az Eötvös Loránd Tudományegyetem Bölcsészettudományi Karán szerzett magyar szakos diplomát. Ugyanott végezte 2012-2015 között a doktori (PhD) képzést is. Doktori disszertációjában Faludy György én-konstrukciós aktusait vizsgálja. Fokozatot egyelőre nem szerzett. Rendszeresen publikál kortárs irodalmi művekről recenziókat az Apokrif, az Új Forrás irodalmi folyóiratokban valamint tanulmánykötetekben.

## Magánélet
Az Esperes becenevet egy Roxy Rádiós gag okán kapta, amikor a rádió vezetősége eltávolította a korábbi műsorvezetőt, akinek egy szép temetési szertartással egybekötött búcsúbeszédet tartott, mint egyházi személy.
Korábban a Mao Zeitung zenekar szövegíró frontembere volt, két alkalommal is fellépett zenekarával a Sziget Fesztiválon, majd visszavonultak. Rendszeresen indul futóversenyeken, jótékonysági futásokon, vitorlázik.

## Díjak
- Kossuth Lajos Országos Szónokverseny különdíj
- Rádiós Korrektúra - A hangok versenye: Szórakoztató reggeli műsor kategóriában 2. helyezés (2013)[5]

## Publikációi
- Balogh Ákos, A pörköltszaft és Ámor találkozása a konyhaasztalon (Bíró Zsófia: A boldog hentes felesége), Apokrif, 2014. ősz, VII. évfolyam, 3. szám, 72-75.
- Balogh Ákos, A líra esete a hátassal, (Szöllősi Mátyás: Állapotok, negyvenöt töredék), Apokrif, 2012, nyár, V. évf., 2. szám, 68-71.
- Balogh Ákos, Szómosdató, (Vass Tibor: Mennyi semenni), Apokrif, 2012, ősz, V. évf., 3. szám, 69-72.
- Balogh Ákos, Konditerem a lírának, (Pion István: Atlasz bírja), 2013, nyár, VI. évf., 2. szám, 66-71.
- Balogh Ákos, Versbeton, (Korpa Tamás: Egy híd térfogatáról), 2014, tavasz, VII. évf., 1. szám, 64-67.

## Tanulmányai
- Balogh Ákos, Faludy György újságírói szerepe Magyarországon 1946-1950, in.: Csönge Tamás, Kiss Georgina, Pálfy Eszter (szerk.), Műhelylapok: A Kerényi Károly Szakkollégium Műhelynapjai konferencia előadásainak szerkesztett változata. Pécs, Virágmandula Kft., 2014.
- Balogh Ákos, Szerelem a nemeken túl, Faludy György erotikus költészete, Új Forrás, 2015/6, 25-38.
- Balogh Ákos, Az én-konstrukciók válsága Faludy György írásaiban, Új Forrás, 2015/2, 36-47.